# 1989년 토론토 국제 영화제
제14회 토론토 국제 영화제는 1989년 9월 7일부터 9월 16일까지 캐나다 온타리오주 토론토에서 열렸다. 개막작으로는 노먼 주이슨의 <참전용사 (영화)>가 선정됐다.

## 수상 및 후보

### 관객상
- 로저와 나 - 마이클 무어 수상

### FIPRESCI-상
- 몬트리올 예수 - 데니 아르캉 수상